# Lista spitalelor din Oradea
Fiind centrul administrativ al Crișanei și al Bihorului, Oradea dispune de aproape toate serviciile medicale. La dispoziția populației stau următoarele unități medicale:
Spitale de Stat: 
Oradea
- Policlinica de Adulți Nr. 1 și 2
- Policlinica de Copii Nr. 1
- Complexul Stomatologic Nr. 1 și 2
- Spitalul clinic de boli infecțioase
- Spitalul clinic CFR
- Spitalul clinic județean Nr. 1
- Spitalul clinic județean staționar Nr. 2
- Spitalul clinic municipal "Dr. Gavril Curteanu"
- Spitalul Militar
- Spitalul clinic de Neurologie și Psihiatrie
- Spitalul clinic de Obstetrică și Ginecologie
- Spitalul clinic de Pneumoftiziologie

Băile Felix
- Policlinica Nr. 3
- Spitalul Clinic de Recuperare "Felix"

Spitale private:
- Spitalul "Pelican"
- Spitalul "Avrona"
- Centrul de Diagnostică Oncologică "Pozitron Pet-CT"

Laboratoare private:
- Centrul Medical "Arsmed"
- Centrul Medical "Asklepios"
- Centrul Medical "Pelican"

Pe lângă aceste unități medicale, în Oradea mai funcționează peste 90 de cabinete medicale private și un număr mare de farmacii, din care 6 cu program permanent. 